# Marita Sandig
Marita Sandig, poi Gasch (4 aprile 1958), è un'ex canottiera tedesca.

## Palmarès

### Olimpiadi
- 1 medaglia:
  - 1 oro (Mosca 1980 nell'otto)

### Mondiali
- 6 medaglie:
  - 4 ori (Amsterdam 1977 nell'otto; Karapiro 1978 nel quattro con; Lucerna 1982 nel due senza; Duisburg 1983 nel due senza)
  - 2 argenti (Bled 1979 nel quattro con; Monaco di Baviera 1981 nel quattro con)